# Lockheed HC-130
Lockheed HC-130 — сімейство літаків, розроблених на базі класичного варіанту військово-транспортного літака C-130 «Геркулес» фірми Lockheed, для виконання завдань спеціальних операцій, переважно для проведення пошуково-рятувальних та бойових пошуково-рятувальних операцій.
Варіанти HC-130H та HC-130J проходять службу в лавах Берегової охорони США й виконують функції з розвідки, пошуку та рятування постраждалих на морі.
Варіанти HC-130P Combat King й HC-130J Combat King II знаходяться на озброєнні пошуково-рятувальних сил ВПС США та сил спеціальних операцій. Такі літаки оснащені для проведення різнорідних задач з рятування, можуть проводити десантування парашутним способом людей та техніки, додатково здатні проводити дозаправлення у повітрі для гелікоптерів з відповідним оснащенням.

## Варіанти

### USAF HC-130P/N Combat King
HC-130P/N Combat King — військовий літак, розроблений на базі класичного варіанту військово-транспортного літака C-130 «Геркулес» фірми Lockheed, що перебуває на озброєнні військово-повітряних сил США й призначений переважно для проведення пошуково-рятувальних та бойових пошуково-рятувальних операцій.
Також літак може здійснювати десантування з повітря особового складу у віддалені регіони, дозаправлення вертольотів з відповідним оснащенням у повітрі, брати участь у гуманітарних операціях, у тому числі в операціях з ліквідації наслідків стихійного лиха, невідкладної медичної евакуації та вивезення постраждалих з зони лиха.

### USCG HC-130H
HC-130H — військовий літак, що перебуває на озброєнні Берегової охорони США й призначений переважно для проведення пошуково-рятувальних операцій, патрулювання та доставлення вантажів на морі на значній відстані від узбережжя. Літак надійшов на озброєння на заміну літака-амфібії HU-16 «Альбатрос» та літака наземного базування HC-123 «Провайдер».

### HC-130J
HC-130J — військовий літак, розроблений на базі літака-заправника KC-130 фірми Lockheed Martin, що знаходився на озброєнні Корпусу морської піхоти США. Для Берегової охорони представлений варіант HC-130J, який призначений переважно для проведення пошуково-рятувальних операцій на морі, а для військово-повітряних сил це HC-130J Combat King II.

## Модифікації
- HC-130B: рятувальний літак, варіант транспортного C-130B для Берегової охорони США. Представлений у 1959 році, як версія R8V-1G та SC-130B.
- HC-130E: модифікована версія літака для проведення пошуково-рятувальних операцій C-130E для Берегової охорони США. У 1964 представлені 6 одиниць.
- HC-130H: варіант для бойових пошуково-рятувальних операцій на базі C-130E та C-130H для ВПС та для складних пошуково-рятувальних операцій Береговій охороні; більшість літаків згодом перероблена на стандарти HC-130P.
- HC-130P Combat King: версія рятувального літака підвищеної дальності польоту на базі HC-130H; оснащений обладнанням для дозаправлення у повітрі вертольотів.
- HC-130P/N Combat King: додаткова партія літаків для рятувальних операцій на основі HC-130P; без спеціалізованої системи рятування з поверхні у повітря Фултона (англ. Fulton surface-to-air recovery system).
- HC-130J: модифікована версія рятувального літака C-130J для Берегової охорони.
- HC-130J Combat King II: літак військово-повітряних сил США, призначений переважно для проведення пошуково-рятувальних та бойових пошуково-рятувальних операцій. Створений на базі C-130J з доданням системи дозаправлення у повітрі.